# Охота на асфальте
«Охота на асфальте» — российский телевизионный сериал режиссёра Зиновия Ройзмана. Сюжет посвящён операции уголовного розыска и УБОП по розыску и обезвреживанию банды убийц водителей.

## Сюжет
Россия, 1999 год. В Поволжье орудует банда, промышляющая разбойными нападениями на дальнобойщиков. Продолжительное время силовые органы не могут выйти на след бандитов, безжалостно зачищающих свои следы. Тогда руководство милиции решается на попытку поймать преступников на «живца». Трое сотрудников милиции изображают напарников-дальнобойщиков и проститутку, обслуживающую водителей. Они перевозят в своей фуре ценный груз и пытаются найти — кто снабжает преступников сведениями о потенциальных жертвах.
После нескольких неудачных рейдов тройке удаётся выйти на след банды и её двуличного хладнокровного главаря по кличке «Мирон». Действия по поимке осложняются трениями внутри группы милиционеров. Одинокая женщина — младший лейтенант Будникова — привлекает внимание обоих мужчин.

## Содержание серий

### 1-я серия
1996 год. Организованная преступная группировка промышляет грабежами и убийствами водителей, перевозивших дорогие грузы, например бытовую технику и электронику. В банде состоят 6 человек: главарь Мирон и его подчиненные: Поляк, Баклан, Хан, Ерёма, Вагиф. Подполковник милиции Бурыкин поручает своему давнему коллеге, ветерану Афганской и Чеченской войн, подполковнику Земцову заняться этим делом.

### 2-я серия
Земцов предлагает выпустить на дороги тягач-приманку и ездить по области. Он уверен, что бандиты наверняка получают информацию от хозяев кафе, шашлычных и мотелей о том, что именно возят дальнобойщики. В качестве экипажа машины он предлагает себя, Савина и Будникову.
Между тем Мирон находит нового «поставщика» информации, Руслана. Далее, по его наводке, банда Мирона грабит красный КамАЗ-5410 с грузом бытовой техники.

### 3-я серия
Милиционеры Земцов, Савин и Будникова, набрав оружия, начинают путь на фуре-приманке. И спустя некоторое время им попадаются бандиты. Но выясняется, что это обычные дорожные рэкетиры. Тем временем Мирон и его банда останавливают КамАЗ-5410 с дорогим грузом, но ему на пути попадается фургон ГАЗ-53. Его водителя тоже приходится захватить. Он приказывает Ерёме убить молодого водителя ГАЗ-53, а Поляку убить охранника и водителя грузовика. КамАЗ-5410, Однако Поляк не подчинился приказу Мирона, и нарушил дисциплину в банде, и главарю пришлось все делать самостоятельно. После этого, Мирон приказал Хану, чтобы тот избавился от Поляка.

### 4-я серия
Хан избавляется от Поляка, ударив его арматурой по голове и взорвав в его собственной машине. Москвич-2141, Савин, Земцов и Будникова ездят на грузовике в качестве приманки, но пока безрезультатно. Банда Мирона вновь устраивает нападение на фуру,  International-9800 но проезжавшие рядом милиционеры приняли грузовик International-9800 и легковушку ВАЗ-21099 за участников ДТП. Банде приходится убить всех, и залечь на дно.

### 5-я серия
Банда Мирона вновь нападает на фуру, МАЗ-5432 но после рассказа водителя о том, что он служил в Афганистане и потерял там ногу, Мирон вспоминает своего отца, у которого сложилась точно такая же судьба. Мирон отпускает фуру, МАЗ-5432, вместе с грузом. Вагиф отравил Руслана, потому что тот начал паниковать. Милиционеры решили зайти с другой стороны и повязать банду дорожных рэкетиров, чтобы узнать побольше об отморозках, грабящих и убивающих водителей на дорогах.

### 6-я серия
Банда Мирона вновь идёт на дело, но им приходится отменить нападение, потому что охранник фуры, МАЗ-5432 ранил Хана из ружья  и прострелил двигатель ВАЗ-21099.  Савин, Земцов и Будникова снова начинают колесить по области в качестве приманки. Мага просит Мирона пригнать ему стоящую иномарку, однако при неудачной попытке угона погибает Баклан. В банду к Мирону приходит новый человек по кличке Орлик.

### 7-я серия
Хозяева «Audi» попадают в милицию, где рассказывают про то, как их ограбили. Скорее всего, банду Мирона наводит хозяин придорожного кафе Паша. Земцов, Савин и Будникова заехали в это кафе и разоблачили Пашу. Анжела говорит Мирону, что она беременна, а Будникова признаётся Земцову в любви. Грузовик-приманка отправляется в путь, но по пути они встречают поломанную машину с роженицей Катей и паникующим мужем Виктором. Савин, Земцов и Будникова берут девушку и её мужа с собой. А ведь неподалёку находится безжалостная банда Мирона.

### 8-я серия
Земцов, Савин и Будникова принимают роды у девушки. Но пока они стоят, банда Мирона настигла их и завязалась бойня, в ходе которой гибнут Хан, Ерёма, Орлик, Земцов и Будникова. Вагиф и Мирон уходят, а Савин получает ранение и теряет сознание. Затем Анжела узнаёт о деятельности Мирона и начинает истерику. Мирон её успокаивает. Но на следующий день, как только он вышел из дома, его убивает киллер, вероятно по заказу Маги. А Вагифа задерживают в аэропорту при попытке вылета за границу. Савин, после ранения ставший инвалидом, приходит на кладбище к могилам погибших Земцова и Будниковой. Он кладёт цветы к их могилам, также приходят возложить к ним цветы муж Виктор и его жена Катя, родившая сына. Ребёнка назвали Николаем в честь Земцова.

## Персонажи

### Милиция

#### Подполковник Земцов
Земцов Николай Иванович. Сотрудник милиции, впоследствии руководитель отдела. Ветеран Афганской и Чеченской воин. 1950 года рождения. На момент смерти (8 серия) ему было 49 лет.

#### Младший лейтенант Будникова
Будникова Ольга Петровна. Сотрудник милиции. По характеру — юмористка. Имеет приятный внешний вид. В неё были влюблены Константин Савин и Николай Земцов. В итоге Ольга выбрала Николая, однако погибла вместе с ним. 1971 года рождения. На момент смерти (8 серия) ей было 28 лет.

#### Капитан Савин
Савин Константин. Сотрудник милиции. Бабник. Был влюблён в Будникову Ольгу, проявляя к ней внимание. Савин говорил: «Ты замечательная женщина, мёртвого можешь оживить!» Савин остался в живых после перестрелки (8 серия), но стал инвалидом.

### Банда

#### Мирон
Мироненко Борис Сергеевич. Главарь преступной банды, хладнокровный, рассудительный, умный и смышлёный мужик, который занимается грабежами и убийствами водителей-дальнобойщиков. Первое преступление совершил по малолетству, ограбив квартиру одного чиновника. Никогда не церемонится. Морально и физически силен. Убит киллером (8 серия).

#### Хан
Правая рука Мирона. Хладнокровный убийца. Имел две судимости. Беспрекословно выполняет любые приказы Мирона. Убивает Поляка. Убит Земцовым (8 серия).

#### Вагиф
Выполняет роль менеджера банды, то есть покупает новые машины, одежду, сбывает ворованную бытовую технику. По утверждению Хана — скользкий тип. Арестован при попытке вылета за границу (8 серия).

#### Баклан
По утверждению Хана, слегка туповат, но выполняет любые приказы. Погиб при попытке угнать автомобиль (6 серия).

#### Ерёма
Член банды Мирона. Очень хорошо водит машину. Выполняет любые приказы Мирона. Убит Будниковой (8 серия).

#### Поляк
Член банды. После убийств водителей начал испытывать нервное расстройство, из-за чего был убит по приказу Мирона Ханом, поскольку мог выдать всех (4 серия).

#### Орлик
Новый член банды. Принят по рекомендации Хана. Был убит сразу на первом своём задании (8 серия).

#### Паша
Паша ― владелец кафе в посёлке Раменское на заправке трассы к городу Минеральные Воды. Бывший заключённый, когда-то сидел вместе с Мироном. Приятный в общении человек. Он является одним из членов банды Мирона. Он докладывал номера грузовых автомобилей водителей дальнобойщиков, после чего Мирон пробивал их через КПК, узнавая тем самым марку и цвет грузового автомобиля. Он был обезврежен у почты, после чего Земцов выпытал нужную информацию из Паши, но после чего произошла драка, в которой Земцов повязал Пашу, а после этого позвал своих друзей, которые и помогли запереть Пашу в трейлере. Убит Мироном (8 серия).

## В ролях
- Екатерина Редникова — Ольга Петровна Будникова, младший лейтенант милиции (8-я серия, убита †)
- Михаил Жигалов — Земцов Николай Иванович, майор/подполковник милиции (8-я серия, убит †)
- Андрей Соколов — Мироненко Борис Сергеевич «Мирон», главарь банды (8-я серия, убит †)
- Ярослав Бойко — Константин Савин, капитан милиции
- Анжелина Карелина — Анжела, девушка-школьница, возлюбленная Мирона (озвучила Любовь Германова)
- Карим Мирхадиев — Вагиф
- Александр Баширов — Хан (8-я серия, убит †)
- Алексей Шевченков — Юрка (Юрий Фёдорович) Баклан (6-я серия, убит †)
- Алексей Панин — Ерёма (8-я серия, убит †)
- Игнат Акрачков — Жека Поляков, «Поляк» (4-я серия, убит †)
- Борис Химичев — Игорь Петрович Бурыкин, подполковник/полковник милиции
- Владимир Яглыч — Валентин Решетников, лейтенант милиции
- Александр Ильин — Станислав Витальевич Чуков, капитан милиции
- Раиса Рязанова — Антонина, жена Бурыкина
- Нелли Пшённая — мать Анжелы
- Олег Вавилов — отец Анжелы
- Юрий Назаров — отец Мирона
- Александр Головин — Мирон в детстве
- Игорь Класс — Мага, вор в законе (озвучил Рудольф Панков)
- Жан Даниэль — Руслан Ибрагимович, начальник дорожно-диспетчерской службы
- Амиран Амиранашвили — Важа, хозяин придорожного кафе
- Рашид Тугушев — Паша (8-я серия, убит †)
- Вячеслав Титов — Степан Орлов, «Орлик» (8-я серия, убит †)
- Антон Сёмкин — Виктор, муж Кати
- Анна Казючиц — роженица Катя
- Игорь Ливанов — Крайнов Алексей Николаевич, полковник
- Наталья Третьякова — жена полковника
- Владимир Бадов — Серёга
- Сергей Медведев — Толян
- Данила Перов — сын Земцова
- Владимир Стеклов — Миша, дальнобойщик (1-я серия, убит †)
- Дмитрий Полонский — дальнобойщик
- Игорь Гаспарян — пьяница
- Александр Овчинников — эпизод
- Борис Шевченко — эпизод
- Михаил Негин — эпизод
- Александр Тютин — генерал милиции
- Егор Баринов — киллер
- Александр Терешко — эпизод
- Григорий Данцигер — бандит
- Сергей Рудзевич — эпизод
- Виктор Фалалеев — эпизод
- Дмитрий Кознов — эпизод
- Игорь Ларин — эпизод
- Людмила Новосёлова — эпизод
- Валерий Косенков — Афанасьевич, бывший афганец, охранник-дальнобойщик
- Саид Дашук-Нигматулин — опер
- Рустэм Султангузин — эпизод
- Нина Жакова — эпизод
- Дмитрий Науёокайтис — эпизод
- Галина Стаханова — эпизод
- Алексей Михайлов — эпизод
- Анна Димова — Тоня, подруга Ольги
- Владимир Дьячков — Виталий Федосеев, лейтенант ДПС, однополчанин Земцова
- Олег Протасов — дальнобойщик
- Александр Алфёров — эпизод
- Павел Галич — водитель хлебной машины
- Гульнара Нижинская — жена Полякова
- Максим Важов — Серый, блатной с тачкой
- Лариса Шатило — случайная свидетельница, отдыхающая в лесу
- Александр Голобородько — случайный свидетель, отдыхающий в лесу
- Максим Громов — эпизод
- Сергей Лобынцев — федерал
- Владимир Болотнов — эпизод
- Михаил Пярн — эпизод
- Виталий Баев — эпизод
- Вячеслав Глушков — водитель грузовика
- Василий Савинов — эпизод
- Тамерлан Коченов — эпизод
- Юлия Григорьева — эпизод
- Юрий Пономаренко — эпизод
- Валентин Валл — эпизод
- Постановщик трюков: Игорь Новоселов, Сергей Шолохов